# Aziatisch kampioenschap voetbal 2011 (kwalificatie)
Aan de kwalificatie voor de Azië Cup 2011 namen 21 landen deel om te spelen om 10 plaatsen voor de eindronde van de Azië Cup 2011 in Qatar. De kwalificatie was gebaseerd op de nieuwe kwalificatieprocedure van de Asian Football Confederation (AFC).
Qatar (als gastland) alsmede Irak, Saoedi-Arabië en Zuid-Korea (de top drie van de Azië Cup 2007) waren vrijgesteld voor kwalificatie. Verder waren ook de winnaars van de AFC Challenge Cup in 2008 (India) en 2010 (Noord-Korea) automatisch geplaatst voor de Azië Cup in 2011.

## Gekwalificeerde teams
| Land          | x   | Vorige deelnames                                                 |
| ------------- | --- | ---------------------------------------------------------------- |
| Australië     | 2e  | 2007                                                             |
| Bahrein       | 4e  | 1988, 2004, 2007                                                 |
| China         | 10e | 1976, 1980, 1984, 1988, 1992, 1996, 2000, 2004, 2007             |
| India         | 3e  | 1964, 1984                                                       |
| Irak          | 7e  | 1972, 1976, 1996, 2000, 2004, 2007                               |
| Iran          | 12e | 1968, 1972, 1976, 1980, 1984, 1988, 1992, 1996, 2000, 2004, 2007 |
| Japan         | 7e  | 1988, 1992, 1996, 2000, 2004, 2007                               |
| Jordanië      | 2e  | 2004                                                             |
| Koeweit       | 9e  | 1972, 1976, 1980, 1984,1988, 1996, 2000, 2004                    |
| Noord-Korea   | 3e  | 1980, 1992                                                       |
| Oezbekistan   | 5e  | 1996, 2000, 2004, 2007                                           |
| Qatar         | 8e  | 1980, 1984, 1988, 1992, 2000, 2004, 2007                         |
| Saoedi-Arabië | 8e  | 1984, 1988, 1992, 1996, 2000, 2004, 2007                         |
| Syrië         | 5e  | 1980, 1984, 1988, 1996                                           |
| V.A.E.        | 8e  | 1980, 1984, 1988, 1992, 1996, 2004, 2007                         |
| Zuid-Korea    | 12e | 1956, 1960, 1964, 1972, 1980, 1984, 1988, 1996, 2000, 2004, 2007 |

## Voorronde
|                                             |                                                                                    |           |           |                                                                                           |
| 9 april 2008 «onderlinge duels» 18:00 UTC+3 | Libanon                                                                            | 4 – 0     | Malediven | Camille Chamoun Sports City Stadium, Beiroet Toeschouwers: 200 Scheidsrechter: Al-Ghafary |
| 9 april 2008 «onderlinge duels» 18:00 UTC+3 | Mahmoud El Ali 5' Ali Yaacoub 11' Abbas Ahmed Atwi 13' (pen.) Mohammed Ghaddar 39' | (Verslag) |           | Camille Chamoun Sports City Stadium, Beiroet Toeschouwers: 200 Scheidsrechter: Al-Ghafary |

|                                              |                    |           |                                        |                                                                    |
| 23 april 2008 «onderlinge duels» 16:00 UTC+5 | Malediven          | 1 – 2     | Libanon                                | National Stadium, Malé Toeschouwers: 6.000 Scheidsrechter: Shahrul |
| 23 april 2008 «onderlinge duels» 16:00 UTC+5 | Shamveel Qasim 22' | (Verslag) | Mohamad Korhani 9' Nasrat Al Jamal 75' | National Stadium, Malé Toeschouwers: 6.000 Scheidsrechter: Shahrul |

## Groepsfase

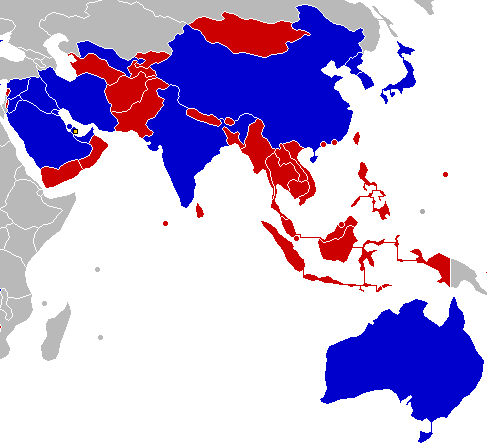
Gekwalificeerde landen
Niet-gekwalificeerde landen

Pot indeling
| Pot 1       | Pot 2     | Pot 3    | Pot 4     |
| ----------- | --------- | -------- | --------- |
| Japan       | China     | Oman     | Jemen     |
| Australië   | Thailand  | Jordanië | Koeweit   |
| Iran        | Indonesië | Syrië    | Singapore |
| Oezbekistan | V.A.E.    | Maleisië | India     |
| Vietnam     | Bahrein   | Hongkong | Libanon   |

### Groep A
| Land     | AW | W | G | V | PTN | DV | DT | DS  |
| -------- | -- | - | - | - | --- | -- | -- | --- |
| Japan    | 6  | 5 | 0 | 1 | 15  | 17 | 4  | +13 |
| Bahrein  | 6  | 4 | 0 | 2 | 12  | 12 | 6  | +6  |
| Jemen    | 6  | 2 | 1 | 3 | 7   | 7  | 9  | –2  |
| Hongkong | 6  | 0 | 1 | 5 | 1   | 1  | 18 | –17 |

|                                                |                               |         |               |                                                                               |
| 20 januari 2009 «onderlinge duels» 19:20 UTC+9 | Japan                         | 2 – 1   | Jemen         | Kumamoto Athletic Park, Kumamoto Toeschouwers: 30.654 Scheidsrechter: Tan Hai |
| 20 januari 2009 «onderlinge duels» 19:20 UTC+9 | Okazaki 7' Tatsuya Tanaka 66' | Verslag | Al-Fadhli 47' | Kumamoto Athletic Park, Kumamoto Toeschouwers: 30.654 Scheidsrechter: Tan Hai |

|                                                |                   |         |                                          |                                                                             |
| 21 januari 2009 «onderlinge duels» 19:30 UTC+8 | Hongkong          | 1 – 3   | Bahrein                                  | Hong Kong Stadium, Hongkong Toeschouwers: 6.013 Scheidsrechter: Minh Tri Vo |
| 21 januari 2009 «onderlinge duels» 19:30 UTC+8 | Cheng Siu Wai 90' | Verslag | Abdullatif 10' Fatadi 37' Salman Isa 87' | Hong Kong Stadium, Hongkong Toeschouwers: 6.013 Scheidsrechter: Minh Tri Vo |

|                                                  |              |         |          |                                                                                   |
| 28 januari 2009 «onderlinge duels» 16:15 (UTC+3) | Jemen        | 1 – 0   | Hongkong | Ali Mohsenstadion, Sana'a Toeschouwers: 10.000 Scheidsrechter: Abdullah Al Hilali |
| 28 januari 2009 «onderlinge duels» 16:15 (UTC+3) | Al Selwi 52' | Verslag |          | Ali Mohsenstadion, Sana'a Toeschouwers: 10.000 Scheidsrechter: Abdullah Al Hilali |

|                                                  |                |         |       |                                                                                        |
| 28 januari 2009 «onderlinge duels» 18:15 (UTC+3) | Bahrein        | 1 – 0   | Japan | Bahrain National Stadium, Manamah Toeschouwers: 11.200 Scheidsrechter: Ravshan Irmatov |
| 28 januari 2009 «onderlinge duels» 18:15 (UTC+3) | Salman Isa 24' | Verslag |       | Bahrain National Stadium, Manamah Toeschouwers: 11.200 Scheidsrechter: Ravshan Irmatov |

|                                               |                                                         |       |          |                                                                                    |
| 8 oktober 2009 «onderlinge duels» 19.20 UTC+9 | Japan                                                   | 6 – 0 | Hongkong | Out-sourcing stadium, Nihondaira Toeschouwers: 16.028 Scheidsrechter: Moshen Torky |
| 8 oktober 2009 «onderlinge duels» 19.20 UTC+9 | Ozaka 18' 75' 78' Nagatomo 27' Nagazawa 51' Murzani 67' |       |          | Out-sourcing stadium, Nihondaira Toeschouwers: 16.028 Scheidsrechter: Moshen Torky |

|                                                 |          |                                                          |       |                                                                                     |
| 18 november 2009 «onderlinge duels» 19:30 UTC+3 | Hongkong | 0 – 4                                                    | Japan | Hong Kong Stadium, Hongkong Toeschouwers: 13.254 Scheidsrechter: Green Peter Daniel |
| 18 november 2009 «onderlinge duels» 19:30 UTC+3 |          | Hasebe 32' Satō 74' S. Nakamura 84' Okazaki 90+1' (pen.) |       | Hong Kong Stadium, Hongkong Toeschouwers: 13.254 Scheidsrechter: Green Peter Daniel |

|                                                 |                                                         |       |       |                                                                                    |
| 18 november 2009 «onderlinge duels» 17:45 UTC+3 | Bahrein                                                 | 4 – 0 | Jemen | Bahrain National Stadium, Manamah Toeschouwers: 1.000 Scheidsrechter: Mohsen Basma |
| 18 november 2009 «onderlinge duels» 17:45 UTC+3 | Abdullatif 20' Fatadi 28' Salman 64' Al-Dali 75' (e.d.) |       |       | Bahrain National Stadium, Manamah Toeschouwers: 1.000 Scheidsrechter: Mohsen Basma |

|                                               |                         |       |                        |                                                                                     |
| 6 januari 2010 «onderlinge duels» 16:15 UTC+3 | Jemen                   | 2 – 3 | Japan                  | Ali Mohsenstadion, Sana'a Toeschouwers: 10.000 Scheidsrechter: Ali Hamad Al-Badwawi |
| 6 januari 2010 «onderlinge duels» 16:15 UTC+3 | Al-Fadhli 13' Abbod 39' |       | Hirayama 42', 55', 79' | Ali Mohsenstadion, Sana'a Toeschouwers: 10.000 Scheidsrechter: Ali Hamad Al-Badwawi |

|                                               |                                    |       |          |                                                                                        |
| 6 januari 2010 «onderlinge duels» 18:00 UTC+3 | Bahrein                            | 4 – 0 | Hongkong | Bahrain National Stadium, Manamah Toeschouwers: 1.550 Scheidsrechter: Abdullah Balideh |
| 6 januari 2010 «onderlinge duels» 18:00 UTC+3 | Abdullatif 35' (40), 44' Adnan 79' |       |          | Bahrain National Stadium, Manamah Toeschouwers: 1.550 Scheidsrechter: Abdullah Balideh |

|                                                |                             |       |         |                                                                            |
| 20 januari 2010 «onderlinge duels» 16:15 UTC+3 | Jemen                       | 3 – 0 | Bahrein | Ali Mohsenstadion, Sana'a Toeschouwers: 7.000 Scheidsrechter: Mohsen Torky |
| 20 januari 2010 «onderlinge duels» 16:15 UTC+3 | Al Nono 5' 25' Al Abidi 86' |       |         | Ali Mohsenstadion, Sana'a Toeschouwers: 7.000 Scheidsrechter: Mohsen Torky |

|                                             |                         |       |         |                                                                                |
| 3 maart 2010 «onderlinge duels» 19:00 UTC+9 | Japan                   | 2 – 0 | Bahrein | Toyota Stadium, Toyota Toeschouwers: 38.042 Scheidsrechter: Malik Abdul Bashir |
| 3 maart 2010 «onderlinge duels» 19:00 UTC+9 | Okazaki 36' Honda 90+2' |       |         | Toyota Stadium, Toyota Toeschouwers: 38.042 Scheidsrechter: Malik Abdul Bashir |

|                                             |          |       |       |                                                                               |
| 3 maart 2010 «onderlinge duels» 19:30 UTC+8 | Hongkong | 0 – 0 | Jemen | Hong Kong Stadium, Hongkong Toeschouwers: 1.212 Scheidsrechter: : Minh Tri Vo |
| 3 maart 2010 «onderlinge duels» 19:30 UTC+8 | Verslag  |       |       | Hong Kong Stadium, Hongkong Toeschouwers: 1.212 Scheidsrechter: : Minh Tri Vo |

### Groep B
| Land      | AW | W | G | V | PTN | DV | DT | DS |
| --------- | -- | - | - | - | --- | -- | -- | -- |
| Australië | 6  | 3 | 2 | 1 | 11  | 6  | 4  | +2 |
| Koeweit   | 6  | 2 | 3 | 1 | 9   | 6  | 5  | +1 |
| Oman      | 6  | 2 | 2 | 2 | 8   | 4  | 4  | 0  |
| Indonesië | 6  | 0 | 3 | 3 | 3   | 3  | 6  | –3 |

|                                                |         |       |           | |
| 19 januari 2009 «onderlinge duels» 19:30 UTC+4 | Oman    | 0 – 0 | Indonesië | Sultan Qaboos Sports Complex, Masqat Toeschouwers: 13.000 Scheidsrechter: Tayeb Hasan Shamsuzzaman |
| 19 januari 2009 «onderlinge duels» 19:30 UTC+4 | Verslag |       |           | Sultan Qaboos Sports Complex, Masqat Toeschouwers: 13.000 Scheidsrechter: Tayeb Hasan Shamsuzzaman |

|                                                |         |         |           |                                                                                                 |
| 28 januari 2009 «onderlinge duels» 18:00 UTC+3 | Koeweit | 0 – 1   | Oman      | Friendship & Peace Stadium, Koeweit Toeschouwers: 22.000 Scheidsrechter: Mohamed Omar Al Saeedi |
| 28 januari 2009 «onderlinge duels» 18:00 UTC+3 |         | Verslag | Rabia 64' | Friendship & Peace Stadium, Koeweit Toeschouwers: 22.000 Scheidsrechter: Mohamed Omar Al Saeedi |

|                                                |           |       |           |                                                                                    |
| 28 januari 2009 «onderlinge duels» 19:30 UTC+7 | Indonesië | 0 – 0 | Australië | Bung Karnostadion, Jakarta Toeschouwers: 50.000 Scheidsrechter: Malik Abdul Bashir |
| 28 januari 2009 «onderlinge duels» 19:30 UTC+7 | Verslag   |       |           | Bung Karnostadion, Jakarta Toeschouwers: 50.000 Scheidsrechter: Malik Abdul Bashir |

|                                              |           |         |              |                                                                               |
| 5 maart 2009 «onderlinge duels» 20:00 UTC+11 | Australië | 0 – 1   | Koeweit      | Canberra Stadium, Canberra Toeschouwers: 20.032 Scheidsrechter: Masoud Moradi |
| 5 maart 2009 «onderlinge duels» 20:00 UTC+11 |           | Verslag | Al Enezi 37' | Canberra Stadium, Canberra Toeschouwers: 20.032 Scheidsrechter: Masoud Moradi |

|                                          |            |         |      |                                                                                |
| 14 oktober 2009 «onderlinge duels» 19.30 | Australië  | 1 – 0   | Oman | Docklands Stadium, Melbourne Toeschouwers: 20.595 Scheidsrechter: Toma Maasaki |
| 14 oktober 2009 «onderlinge duels» 19.30 | Cahill 75' | verslag |      | Docklands Stadium, Melbourne Toeschouwers: 20.595 Scheidsrechter: Toma Maasaki |

|                                                  |          |       |                           |                                                                                      |
| 14 november 2009 «onderlinge duels» 19:30 UTC+11 | Oman     | 1 – 2 | Australië                 | Sultan Qaboos Sports Complex, Masqat Toeschouwers: 12.000 Scheidsrechter: Sun Baojie |
| 14 november 2009 «onderlinge duels» 19:30 UTC+11 | Ayil 15' |       | Wilkshire 43' Emerton 82' | Sultan Qaboos Sports Complex, Masqat Toeschouwers: 12.000 Scheidsrechter: Sun Baojie |

|                                                 |                         |       |               |                                                                                               |
| 14 november 2009 «onderlinge duels» 18:30 UTC+3 | Koeweit                 | 2 – 1 | Indonesië     | Al Kuwait Sports Clubstadion, Koeweit Toeschouwers: 16.000 Scheidsrechter: Valentin Kovalenko |
| 14 november 2009 «onderlinge duels» 18:30 UTC+3 | Al-Mutwa 61' (pen.) 87' |       | Pamungkas 33' | Al Kuwait Sports Clubstadion, Koeweit Toeschouwers: 16.000 Scheidsrechter: Valentin Kovalenko |

|                                                 |               |       |          |                                                                             |
| 18 november 2009 «onderlinge duels» 19:30 UTC+7 | Indonesië     | 1 – 1 | Koeweit  | Bung Karnostadion, Jakarta Toeschouwers: 36.000 Scheidsrechter: Minoru Toju |
| 18 november 2009 «onderlinge duels» 19:30 UTC+7 | Budi S. 45+4' |       | Ajab 72' | Bung Karnostadion, Jakarta Toeschouwers: 36.000 Scheidsrechter: Minoru Toju |

|                                               |                      |       |                           |                                                                                            |
| 6 januari 2010 «onderlinge duels» 19:30 UTC+7 | Koeweit              | 2 – 2 | Australië                 | Al Kuwait Sports Clubstadion, Koeweit Toeschouwers: 20.000 Scheidsrechter: Ravshan Irmatov |
| 6 januari 2010 «onderlinge duels» 19:30 UTC+7 | Bandar 40' Naser 44' |       | Wilkshire 2' Heffernan 4' | Al Kuwait Sports Clubstadion, Koeweit Toeschouwers: 20.000 Scheidsrechter: Ravshan Irmatov |

|                                               |           |       |                         |                                                                                        |
| 6 januari 2010 «onderlinge duels» 17:30 UTC+3 | Indonesië | 1 – 2 | Oman                    | Bung Karnostadion, Jakarta Toeschouwers: 45.000 Scheidsrechter: Subkhiddin Mohd Salleh |
| 6 januari 2010 «onderlinge duels» 17:30 UTC+3 | Boaz 45'  |       | Bashir 32' Sulaiman 52' | Bung Karnostadion, Jakarta Toeschouwers: 45.000 Scheidsrechter: Subkhiddin Mohd Salleh |

|                                              |              |       |           |                                                                            |
| 3 maart 2010 «onderlinge duels» 19:00 UTC+10 | Australië    | 1 – 0 | Indonesië | Suncorp Stadium, Brisbane Toeschouwers: 20.422 Scheidsrechter: Ogiya Kenji |
| 3 maart 2010 «onderlinge duels» 19:00 UTC+10 | Milligan 42' |       |           | Suncorp Stadium, Brisbane Toeschouwers: 20.422 Scheidsrechter: Ogiya Kenji |

|                                             |      |       |         |                                                                                         |
| 3 maart 2010 «onderlinge duels» 19:30 UTC+4 | Oman | 0 – 0 | Koeweit | Sultan Qaboos Sports Complex, Masqat Toeschouwers: 27.000 Scheidsrechter: Masoud Moradi |
| 3 maart 2010 «onderlinge duels» 19:30 UTC+4 |      |       |         | Sultan Qaboos Sports Complex, Masqat Toeschouwers: 27.000 Scheidsrechter: Masoud Moradi |

### Groep C
India werd uit deze groep gehaald omdat ze inmiddels de AFC Challenge Cup 2008 hadden gewonnen en daarmee automatisch waren gekwalificeerd voor het eindtoernooi.
| Land        | AW | W | G | V | PTN | DV | DT | DS  |
| ----------- | -- | - | - | - | --- | -- | -- | --- |
| V.A.E.      | 4  | 3 | 0 | 1 | 9   | 7  | 1  | +6  |
| Oezbekistan | 4  | 3 | 0 | 1 | 9   | 7  | 3  | +4  |
| Maleisië    | 4  | 0 | 0 | 4 | 0   | 2  | 12 | –10 |

|                                                |          |         |                                                   |                                                                              |
| 21 januari 2009 «onderlinge duels» 20:45 UTC+8 | Maleisië | 0 – 5   | Verenigde Arabische Emiraten                      | KLFA Stadium, Kuala Lumpur Toeschouwers: 10.000 Scheidsrechter: Ben Williams |
| 21 januari 2009 «onderlinge duels» 20:45 UTC+8 |          | Verslag | Omar 29' 45+1' (pen.) Matar 62' 76' A. Khalil 85' | KLFA Stadium, Kuala Lumpur Toeschouwers: 10.000 Scheidsrechter: Ben Williams |

|                                                |                              |         |                 |                                                                               |
| 28 januari 2009 «onderlinge duels» 19:00 UTC+4 | Verenigde Arabische Emiraten | 0 – 1   | Oezbekistan     | Sharjahstadion, Sharjah Toeschouwers: 15.000 Scheidsrechter: Yuichi Nishimura |
| 28 januari 2009 «onderlinge duels» 19:00 UTC+4 |                              | Verslag | F. Tadjiyev 30' | Sharjahstadion, Sharjah Toeschouwers: 15.000 Scheidsrechter: Yuichi Nishimura |

|                                                 |                               |       |                 |                                                                         |
| 14 november 2009 «onderlinge duels» 16:00 UTC+5 | Oezbekistan                   | 3 – 1 | Maleisië        | JAR Stadium, Tasjkent Toeschouwers: 5.000 Scheidsrechter: Masoud Moradi |
| 14 november 2009 «onderlinge duels» 16:00 UTC+5 | Djeparov 46' Geynrix 57', 65' |       | Zaquan Adha 68' | JAR Stadium, Tasjkent Toeschouwers: 5.000 Scheidsrechter: Masoud Moradi |

|                                                 |              |       |                                     |                                                                       |
| 18 november 2009 «onderlinge duels» 17:30 UTC+8 | Maleisië     | 1 – 3 | Oezbekistan                         | Bukit Jalil, Kuala Lumpur Toeschouwers: 2.200 Scheidsrechter: Tan Hai |
| 18 november 2009 «onderlinge duels» 17:30 UTC+8 | Bakhtiar 73' |       | Gafurov 33' Nasimov 59' Kapadze 74' | Bukit Jalil, Kuala Lumpur Toeschouwers: 2.200 Scheidsrechter: Tan Hai |

|                                               |                              |       |          |                                                                          |
| 6 januari 2010 «onderlinge duels» 19:00 UTC+4 | Verenigde Arabische Emiraten | 1 – 0 | Maleisië | Al-Shababstadion, Dubai Toeschouwers: 3.500 Scheidsrechter: Mohsen Basma |
| 6 januari 2010 «onderlinge duels» 19:00 UTC+4 | A. Khalil 90+3'              |       |          | Al-Shababstadion, Dubai Toeschouwers: 3.500 Scheidsrechter: Mohsen Basma |

|                                             |             |                  |                              | |
| 3 maart 2010 «onderlinge duels» 18:00 UTC+5 | Oezbekistan | 0 – 1            | Verenigde Arabische Emiraten | Pakhtakor Markaziy stadion, Tasjkent Toeschouwers: 20.000 Scheidsrechter: Tayeb Hasan Shamsuzzaman |
| 3 maart 2010 «onderlinge duels» 18:00 UTC+5 |             | Al Manhali 90+2' |                              | Pakhtakor Markaziy stadion, Tasjkent Toeschouwers: 20.000 Scheidsrechter: Tayeb Hasan Shamsuzzaman |

### Groep D
| Land    | AW | W | G | V | PTN | DV | DT | DS  |
| ------- | -- | - | - | - | --- | -- | -- | --- |
| Syrië   | 6  | 4 | 2 | 0 | 14  | 10 | 2  | +8  |
| China   | 6  | 4 | 1 | 1 | 13  | 13 | 5  | +8  |
| Vietnam | 6  | 1 | 2 | 3 | 5   | 6  | 11 | –5  |
| Libanon | 6  | 0 | 1 | 5 | 1   | 2  | 13 | –11 |

|                                                |                                                             |         |              |                                                                    |
| 14 januari 2009 «onderlinge duels» 19:00 UTC+7 | Vietnam                                                     | 3 – 1   | Libanon      | My Dinh, Hanoi Toeschouwers: 13.000 Scheidsrechter: Masaaki Iemoto |
| 14 januari 2009 «onderlinge duels» 19:00 UTC+7 | Nguyen Minh Phuong 12' Le Cong Vinh 30' Nguyen Vu Phong 70' | Verslag | Maghrabi 75' | My Dinh, Hanoi Toeschouwers: 13.000 Scheidsrechter: Masaaki Iemoto |

|                                                |                                                         |         |                          |                                                                                       |
| 14 januari 2009 «onderlinge duels» 14:00 UTC+2 | Syrië                                                   | 3 – 2   | China                    | Aleppo International Stadium, Aleppo Toeschouwers: 7.000 Scheidsrechter: Mohsen Torky |
| 14 januari 2009 «onderlinge duels» 14:00 UTC+2 | Maher Al Sayed 8' (pen.) 24' Feras Al Khatib 39' (pen.) | Verslag | 51' Qu Bo 90+4' Liu Jian | Aleppo International Stadium, Aleppo Toeschouwers: 7.000 Scheidsrechter: Mohsen Torky |

|                                                |                                                             |         |                     |                                                                                         |
| 21 januari 2009 «onderlinge duels» 19:35 UTC+8 | China                                                       | 6 – 1   | Vietnam             | Yellow Dragon Sports Center, Hangzhou Toeschouwers: 15.300 Scheidsrechter: Kim Dong-Jin |
| 21 januari 2009 «onderlinge duels» 19:35 UTC+8 | Gao Lin 2' 20' 84' Du Wei 27' Jiang Ning 37' Hao Junmin 47' | Verslag | Nguyen Vu Phong 11' | Yellow Dragon Sports Center, Hangzhou Toeschouwers: 15.300 Scheidsrechter: Kim Dong-Jin |

|                                                |         |         |                              |                                                                                   |
| 28 januari 2009 «onderlinge duels» 17:00 UTC+2 | Libanon | 0 – 2   | Syrië                        | Sidon Municipal Stadium, Sidon Toeschouwers: 300 Scheidsrechter: Abdullah Balideh |
| 28 januari 2009 «onderlinge duels» 17:00 UTC+2 |         | Verslag | Al-Hussein 37' Al-Khatib 78' | Sidon Municipal Stadium, Sidon Toeschouwers: 300 Scheidsrechter: Abdullah Balideh |

|                                                 |         |            |       |                                                                  |
| 14 november 2009 «onderlinge duels» 19:00 UTC+7 | Vietnam | 0 – 1      | Syrië | My Dinh, Hanoi Toeschouwers: 30.000 Scheidsrechter: Ben Williams |
| 14 november 2009 «onderlinge duels» 19:00 UTC+7 |         | Rafe 90+4' |       | My Dinh, Hanoi Toeschouwers: 30.000 Scheidsrechter: Ben Williams |

|                                                 |         |                      |       | |
| 14 november 2009 «onderlinge duels» 17:00 UTC+2 | Libanon | 0 – 2                | China | Beirut Municipal Stadium, Beiroet Toeschouwers: 2,000 Scheidsrechter: Ali Hamad Madhad Saif Al-Badwawi |
| 14 november 2009 «onderlinge duels» 17:00 UTC+2 |         | Yu Hai 44' Qu Bo 73' |       | Beirut Municipal Stadium, Beiroet Toeschouwers: 2,000 Scheidsrechter: Ali Hamad Madhad Saif Al-Badwawi |

|                                                 |       |       |         |                                      |
| 18 november 2009 «onderlinge duels» 14:00 UTC+2 | Syrië | 0 – 0 | Vietnam | Aleppo International Stadium, Aleppo |
| 18 november 2009 «onderlinge duels» 14:00 UTC+2 |       |       |         | Aleppo International Stadium, Aleppo |

|                                                 |            |       |         |                                                                                           |
| 22 november 2009 «onderlinge duels» 20:05 UTC+8 | China      | 1 – 0 | Libanon | Yellow Dragon Sports Center, Hangzhou Toeschouwers: 21.520 Scheidsrechter: Matthew Breeze |
| 22 november 2009 «onderlinge duels» 20:05 UTC+8 | Du Wei 19' |       |         | Yellow Dragon Sports Center, Hangzhou Toeschouwers: 21.520 Scheidsrechter: Matthew Breeze |

|                                               |            |       |                      |                                                                   |
| 6 januari 2010 «onderlinge duels» 17:00 UTC+2 | Libanon    | 1 – 1 | Vietnam              | Sidon Municipal Stadium, Sidon Scheidsrechter: Kovalenko Valentin |
| 6 januari 2010 «onderlinge duels» 17:00 UTC+2 | El Ali 20' |       | Pham Thanh Luong 40' | Sidon Municipal Stadium, Sidon Scheidsrechter: Kovalenko Valentin |

|                                               |       |       |       |                                                                                         |
| 6 januari 2010 «onderlinge duels» 19:30 UTC+8 | China | 0 – 0 | Syrië | Yellow Dragon Sports Center, Hangzhou Toeschouwers: 29.570 Scheidsrechter: Toma Maasaki |
| 6 januari 2010 «onderlinge duels» 19:30 UTC+8 |       |       |       | Yellow Dragon Sports Center, Hangzhou Toeschouwers: 29.570 Scheidsrechter: Toma Maasaki |

|                                                |                         |       |                               |                                                                       |
| 17 januari 2010 «onderlinge duels» 19:00 UTC+7 | Vietnam                 | 1 – 2 | China                         | My Dinh, Hanoi Toeschouwers: 3.000 Scheidsrechter: Malik Abdul Bashir |
| 17 januari 2010 «onderlinge duels» 19:00 UTC+7 | Le Cong Vinh 76' (pen.) |       | Yang Xu 35' Zhang Linpeng 43' | My Dinh, Hanoi Toeschouwers: 3.000 Scheidsrechter: Malik Abdul Bashir |

|                                             |                                                            |       |         |                                                                                   |
| 3 maart 2010 «onderlinge duels» 15:00 UTC+2 | Syrië                                                      | 4 – 0 | Libanon | Al-Abbasiyyin Stadium, Damascus Toeschouwers: 16.000 Scheidsrechter: Kim Dong-Jin |
| 3 maart 2010 «onderlinge duels» 15:00 UTC+2 | Al Zeno 4' Al Ahga 10' J. Al Hussain 47' A. Al Hussain 60' |       |         | Al-Abbasiyyin Stadium, Damascus Toeschouwers: 16.000 Scheidsrechter: Kim Dong-Jin |

### Groep E
| Land      | AW | W | G | V | PTN | DV | DT | DS |
| --------- | -- | - | - | - | --- | -- | -- | -- |
| Iran      | 6  | 4 | 1 | 1 | 13  | 11 | 2  | +9 |
| Jordanië  | 6  | 2 | 2 | 2 | 8   | 4  | 4  | 0  |
| Thailand  | 6  | 1 | 3 | 2 | 6   | 3  | 3  | 0  |
| Singapore | 6  | 2 | 0 | 4 | 6   | 6  | 15 | –9 |

|                                                   |                                                                     |         |           |                                                                            |
| 14 januari 2009 «onderlinge duels» 15:00 UTC+3:30 | Iran                                                                | 6 – 0   | Singapore | Azadi Stadium, Teheran Toeschouwers: 3.000 Scheidsrechter: Mohamad Mansour |
| 14 januari 2009 «onderlinge duels» 15:00 UTC+3:30 | Gholamnejad 43' Bagheri 52' Rezaei 55' M. Zare 80' M. Nouri 82' 83' | Verslag |           | Azadi Stadium, Teheran Toeschouwers: 3.000 Scheidsrechter: Mohamad Mansour |

|                                                |          |       |          |                                                                                          |
| 14 januari 2009 «onderlinge duels» 17:00 UTC+2 | Jordanië | 0 – 0 | Thailand | Amman International Stadium, Amman Toeschouwers: 5.000 Scheidsrechter: Abdulrahman Racho |
| 14 januari 2009 «onderlinge duels» 17:00 UTC+2 | Verslag  |       |          | Amman International Stadium, Amman Toeschouwers: 5.000 Scheidsrechter: Abdulrahman Racho |

|                                                |                              |       |                |                                                                             |
| 28 januari 2009 «onderlinge duels» 19:30 UTC+8 | Singapore                    | 2 – 1 | Jordanië       | National Stadium, Singapore Toeschouwers: 6.188 Scheidsrechter: Peter Green |
| 28 januari 2009 «onderlinge duels» 19:30 UTC+8 | Casmir 21' Noh Alam Shah 63' |       | Aqel 41' (pen) | National Stadium, Singapore Toeschouwers: 6.188 Scheidsrechter: Peter Green |

|                                                |          |       |      |                                                                                      |
| 28 januari 2009 «onderlinge duels» 18:30 UTC+7 | Thailand | 0 – 0 | Iran | Rajamangala Stadium, Bangkok Toeschouwers: 10.000 Scheidsrechter: Valentin Kovalenko |
| 28 januari 2009 «onderlinge duels» 18:30 UTC+7 | Verslag  |       |      | Rajamangala Stadium, Bangkok Toeschouwers: 10.000 Scheidsrechter: Valentin Kovalenko |

|                                                 |                     |       |                                       |                             |
| 14 november 2009 «onderlinge duels» 19:30 UTC+8 | Singapore           | 1 – 3 | Thailand                              | National Stadium, Singapore |
| 14 november 2009 «onderlinge duels» 19:30 UTC+8 | Fahrudin 84' (pen.) |       | Suksomkit 12' (pen.), 81' Chaiman 75' | National Stadium, Singapore |

|                                                    |              |       |          |                                                         |
| 14 november 2009 «onderlinge duels» 18:00 UTC+3:30 | Iran         | 1 – 0 | Jordanië | Azadi Stadium, Teheran Scheidsrechter: Yuichi Nishimura |
| 14 november 2009 «onderlinge duels» 18:00 UTC+3:30 | Nekounam 72' |       |          | Azadi Stadium, Teheran Scheidsrechter: Yuichi Nishimura |

|                                                 |          |           |           |                              |
| 18 november 2009 «onderlinge duels» 18:30 UTC+7 | Thailand | 0 – 1     | Singapore | Rajamangala Stadium, Bangkok |
| 18 november 2009 «onderlinge duels» 18:30 UTC+7 |          | Đurić 38' |           | Rajamangala Stadium, Bangkok |

|                                                 |               |       |      | |
| 22 november 2009 «onderlinge duels» 18:00 UTC+2 | Jordanië      | 1 – 0 | Iran | Koning Abdullahstadion, Amman Toeschouwers: 11.000 Scheidsrechter: Ali Hamad Madhad Saif Albadwawi |
| 22 november 2009 «onderlinge duels» 18:00 UTC+2 | Amer Deeb 78' |       |      | Koning Abdullahstadion, Amman Toeschouwers: 11.000 Scheidsrechter: Ali Hamad Madhad Saif Albadwawi |

|                                               |               |       |                                           |                             |
| 6 januari 2010 «onderlinge duels» 19:30 UTC+8 | Singapore     | 1 – 3 | Iran                                      | National Stadium, Singapore |
| 6 januari 2010 «onderlinge duels» 19:30 UTC+8 | Alam Shah 32' |       | Aghili 11' (pen.) Madanchi 12' Rezaei 63' | National Stadium, Singapore |

|                                               |          |       |          |                              |
| 6 januari 2010 «onderlinge duels» 18:30 UTC+7 | Thailand | 0 – 0 | Jordanië | Rajamangala Stadium, Bangkok |
| 6 januari 2010 «onderlinge duels» 18:30 UTC+7 |          |       |          | Rajamangala Stadium, Bangkok |

|                                                |               |       |          |                                                                              |
| 3 maart 2010 «onderlinge duels» 15:00 UTC+3:30 | Iran          | 1 – 0 | Thailand | Azadi Stadium, Teheran Toeschouwers: 17.000 Scheidsrechter: Abdullah Balideh |
| 3 maart 2010 «onderlinge duels» 15:00 UTC+3:30 | =Nekounam 90' |       |          | Azadi Stadium, Teheran Toeschouwers: 17.000 Scheidsrechter: Abdullah Balideh |

|                                             |                                   |       |           |                                                                                         |
| 3 maart 2010 «onderlinge duels» 17:00 UTC+2 | Jordanië                          | 2 – 1 | Singapore | Koning Abdullahstadion, Amman Toeschouwers: 17.000 Scheidsrechter: Abdulrahman Mohammed |
| 3 maart 2010 «onderlinge duels» 17:00 UTC+2 | Hassouneh Al-Sheikh 9' Yaseen 60' |       | Shah 48'  | Koning Abdullahstadion, Amman Toeschouwers: 17.000 Scheidsrechter: Abdulrahman Mohammed |